# Mussy-sur-Seine
Mussy-sur-Seine är en kommun i departementet Aube i regionen Grand Est (tidigare regionen Champagne-Ardenne) i nordöstra Frankrike. Kommunen ligger  i kantonen Mussy-sur-Seine som ligger i arrondissementet Troyes. År 2022 hade Mussy-sur-Seine 944 invånare.

## Befolkningsutveckling
Antalet invånare i kommunen Mussy-sur-Seine
Referens: INSEE